# Audie Murphy
Audie Leon Murphy (Kingston, 20 giugno 1925 – Brush Mountain, 28 maggio 1971) è stato un militare, scrittore, attore e produttore cinematografico statunitense.
Dal 1942 al 1945 combatté valorosamente durante la seconda guerra mondiale nell'Esercito degli Stati Uniti e divenne il soldato statunitense più decorato della guerra.
È stato autore nel 1949 del romanzo autobiografico All'inferno e ritorno (To Hell and Back), da cui è stato tratto l'omonimo film del 1955 diretto da Jesse Hibbs e, successivamente, un brano del gruppo metal svedese Sabaton del 2014. Membro dal 1950 al 1966 della Guardia Nazionale del Texas, fu anche musicista amatore di musica country.

## Biografia
Nato nella cittadina texana di Kingston, figlio di Emmett Berry e Josie Bell Murphy (nata Killian, di origini irlandesi), mezzadri, era il sesto di dodici figli, molti dei quali morti ancora in giovane età. I suoi fratelli si chiamavano Corinne, Charles Emmett (Buck), Vernon, June, Oneta, J.W., Richard, Eugene, Nadine, Billie e Joseph Murphy. Crebbe vivendo in diverse fattorie nelle località texane di Farmersville, Greenville e Celeste.
Frequentò la scuola primaria a Celeste ma dovette presto abbandonare gli studi per cominciare a lavorare dopo che il padre, nel 1936, decise di lasciare la famiglia. Fece il raccoglitore di cotone a un dollaro al giorno presso qualsiasi fattoria fosse disposta a ospitarlo. Nel frattempo, si esercitò nel tiro con il fucile, praticando la caccia soprattutto per assicurare il sostentamento ai suoi familiari. Uno dei suoi amici e compagno di caccia, Dial Henley, racconterà in seguito di come il giovane Audie fosse abile nel tiro, tanto da non sbagliare un colpo, sia che tirasse a un coniglio sia a un uccello in volo. Questa sua particolare abilità si rivelerà determinante nelle azioni di guerra che compirà in Europa durante il secondo conflitto mondiale.
Negli anni trenta Murphy lavorò in un magazzino con annessa autorimessa a Greenville e in un laboratorio per la riparazione di apparecchi radio. Aveva sedici anni quando sua madre morì, il 23 maggio 1941. D'accordo con la sorella maggiore Corinne, sistemò i tre fratelli più giovani in un orfanotrofio (si sarebbe preso cura di loro al termine della seconda guerra mondiale).

### Carriera militare

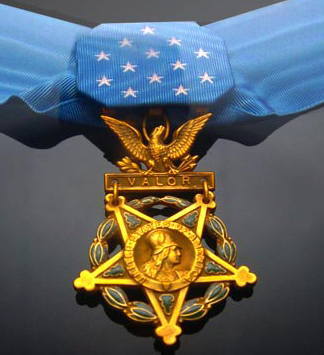
La Medal of Honor

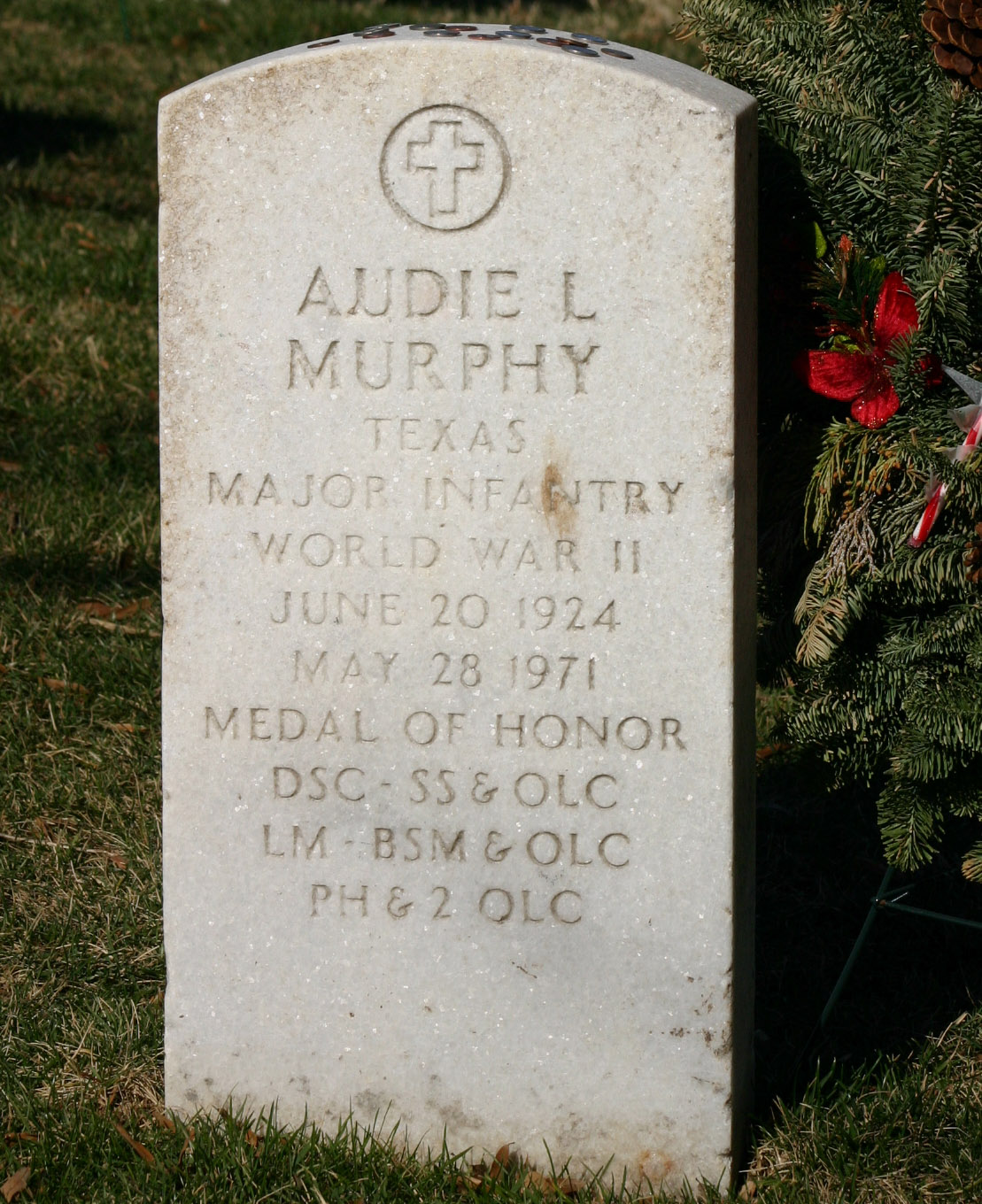
Lapide a A. L. Murphy al Cimitero nazionale di Arlington, Virginia

Dopo l'attacco a Pearl Harbour  subito dopo aver falsificato i documenti cercò di arruolarsi in Marina e nei Marines, venendo scartato perché troppo gracile. Riusci infine ad 
arruolarsi in Fanteria e dal 1943 Murphy combatté in ventisette battaglie della seconda guerra mondiale. Partecipò allo sbarco in Sicilia con la III Divisione a Licata il 10 luglio 1943, inquadrato nel 1° battaglione del 15°reggimento fanteria della 3^ divisione di Fanteria al comando del generale Lucian Truscott. Partecipò allo sbarco a Salerno e poi a quello di Anzio che portò alla liberazione di Roma. In Francia, nell'agosto del 1944 Murphy prese parte all'operazione Anvil-Dragoon. Nel gennaio dell'anno successivo combatté a Holtzwihr, in Alsazia (le fasi di tale campagna sono narrate  nella parte finale del libro autobiografico All'inferno e ritorno).
A Murphy è stata riconosciuta la distruzione sul campo di battaglia di sei carri armati tedeschi e l'uccisione di oltre duecentoquaranta soldati della Wehrmacht, oltre al ferimento e alla cattura di molti altri. Alla fine del conflitto mondiale, congedato col grado di maggiore, divenne una vera e propria leggenda della III Infantry Division, sorta di icona e di eroe nazionale. Per la sua attività bellica ricevette la Medal of Honor, oltre ad altre trentadue medaglie, di cui cinque attribuitegli dalla Francia e una dal Belgio.

### Carriera cinematografica
Al termine della seconda guerra mondiale Murphy intraprese la carriera cinematografica, debuttando nel 1948 in ruoli minori nei film Texas, Brooklyn and Heaven e Codice d'onore, al fianco di Alan Ladd, per interpretare poi il giovane ribelle in Gioventù spavalda (1949) di Kurt Neumann, il suo primo ruolo da protagonista. Nello stesso anno sposò l'attrice Wanda Hendrix, da cui divorziò dopo un anno. Nel 1951 sposò Pamela Archer, cui resterà legato fino alla morte.
Come attore cinematografico Murphy fu interprete fra gli anni Cinquanta e Sessanta di quarantaquattro pellicole, fra cui alcuni film di guerra o di contenuto esotico (con il citato All'inferno e ritorno) e trentatré western. Divenne una star recitando sotto la direzione di registi famosi come John Huston in La prova del fuoco (1951) e Budd Boetticher in L'ultimo fuorilegge (1952). Fra le altre sue pellicole  figurano Bill il sanguinario (1951), basato sulle gesta del bandito Billy the Kid, Passaggio di notte (1957), Agguato nei Caraibi (1958), tratto dal romanzo Avere e non avere di Ernest Hemingway, Il selvaggio e l'innocente (1959), Gli inesorabili (1960), ancora di Huston. Per molti dei suoi film Murphy si occupò della stesura della sceneggiatura e della produzione.
Nel 1955 fu protagonista del film All'inferno e ritorno, diretto da Jesse Hibbs e tratto dall'omonimo romanzo di memorie che Murphy aveva scritto sei anni prima. La pellicola registrò un discreto successo, anche se la critica non fu unanimemente benevola, tacciando il film di proporre la guerra come pura avventura. Nel medesimo periodo, Murphy fornì la sua interpretazione migliore nel film Un americano tranquillo (1958), per la regia di Joseph L. Mankiewicz. Tuttavia il suo contratto con la Universal lo portò a interpretare prevalentemente ruoli da pistolero in numerosi western e b-movie. Seguì per l'attore un periodo meno fortunato, in cui partecipò a produzioni di minor livello. All'inizio degli anni Sessanta si orientò verso la televisione, interpretando per la CBS il detective Tom Smith nella serie Whispering Smith.
Dopo alcune disavventure giudiziarie legate a un dissesto finanziario causato dal cattivo esito della produzione di alcuni film, con la salute malferma per l'abuso di medicinali e stupefacenti, dovuta alla sindrome da stress post traumatico, Murphy si avviava al destino di star decaduta. Poco prima di morire tentò invano di risollevarsi producendo e interpretando da protagonista il film A Time for Dying, una versione senile del bandito Jesse James. La regia fu affidata a Budd Boetticher, ma la pellicola non fu portata a termine a causa di problemi di post produzione (una versione di 67 minuti fu distribuita solo nel 1982).
Murphy morì in un incidente aereo, il 28 maggio 1971, precipitando col suo velivolo nella regione di Brush Mountain, presso Catawba (o Roanoke), in Virginia, di ritorno da un viaggio d'affari. Per i suoi meriti di pluridecorato fu sepolto con solenni funerali nel cimitero nazionale di Arlington, dove la sua tomba è la più visitata dopo quella del presidente John F. Kennedy. Il suo nome è iscritto fra quello delle celebrità della Hollywood Walk of Fame.

## Onorificenze
Tali riconoscimenti ne hanno fatto il fante più decorato d'America.

## Filmografia
Filmografia con titoli relativi alla distribuzione sul mercato italiano

### Cinema
- Texas, Brooklyn and Heaven, regia di William Castle (1948)
- Codice d'onore (Beyond the Glory), regia di John Farrow (1948)
- Gioventù spavalda (Bad Boy), regia di Kurt Neumann (1949)
- Bill il sanguinario (The Kid from Texas), regia di Kurt Neumann (1950)
- Sierra, regia di Alfred E. Green (1950)
- I predoni del Kansas (Kansas Raiders), regia di Ray Enright (1951)
- La prova del fuoco (The Red Badge of Courage), regia di John Huston (1951)
- L'ultimo fuorilegge (The Cimarron Kid), regia di Budd Boetticher (1952)
- Duello al Rio d'argento (The Duel at Silver Creek), regia di Don Siegel (1952)
- Il dominatore del Texas (Gunsmoke), regia di Nathan H. Juran (1953)
- Il tenente dinamite (Column South), regia di Frederick de Cordova (1953)
- I senza legge (Tumbleweed), regia di Nathan H. Juran (1953)
- La mano vendicatrice (Ride Clear of Diablo), regia di Jesse Hibbs (1954)
- Al di là del fiume (Drums Across the River), regia di Nathan H. Juran (1954)
- La storia di Tom Destry (Destry), regia di George Marshall (1954)
- All'inferno e ritorno (To Hell and Back), regia di Jesse Hibbs (1955)
- I gangster del ring (World in My Corner), regia di Jesse Hibbs (1956)
- La terra degli Apaches (Walk the Proud Land), regia di Jesse Hibbs (1956)
- Il forte delle amazzoni (The Guns of Fort Petticoat), regia di George Marshall (1957)
- Joe Butterfly, regia di Jesse Hibbs (1957)
- Passaggio di notte (Night Passage), regia di James Neilson (1957)
- Un americano tranquillo (The Quiet American), regia di Joseph L. Mankiewicz (1958)
- Il sentiero della rapina (Ride a Crooked Trail), regia di Jesse Hibbs (1958)
- Agguato nei Caraibi (The Gun Runners), regia di Don Siegel (1958)
- La pallottola senza nome (No Name on the Bullet), regia di Jack Arnold (1959)
- Il selvaggio e l'innocente (The Wild and the Innocent), regia di Jack Sher (1959)
- Fermati cow-boy! (Cast a Long Shadow), regia di Thomas Carr (1959)
- Duello fra le rocce (Hell Bent for Leather), regia di George Sherman (1960)
- Gli inesorabili (The Unforgiven), regia di John Huston (1960)
- Sette strade al tramonto (Seven Ways from Sundown), regia di Harry Keller (1960)
- La squadra infernale (Posse from Hell), regia di Herbert Coleman (1961)
- Battaglia sulla spiaggia insanguinata (Battle at Bloody Beach), regia di Herbert Coleman (1961)
- Un eroe di guerra (War Is Hell), regia di Burt Topper (1962)
- Apache in agguato (Six Black Horses), regia di Harry Keller (1962)
- Il collare di ferro (Showdown), regia di R.G. Springsteen (1963)
- Sfida nella valle dei Comanche (Gunfight at Comanche Creek), regia di Frank McDonald (1963)
- Pistola veloce (The Quick Gun), regia di Sidney Salkow (1964)
- Una pallottola per un fuorilegge (Bullet for a Badman), regia di R.G. Springsteen (1964)
- Tamburi ad ovest (Apache Rifles), regia di William Witney (1964)
- I pistoleri maledetti (Arizona Raiders), regia di William Witney (1965)
- Pistole roventi (Gunpoint), regia di Earl Bellamy (1966)
- Commandos in azione (Einer spielt falsch), regia di Menahem Golan (1966)
- Ringo il texano (The Texican), regia di Lesley Selander (1966)
- 40 fucili al Passo Apache (40 Guns to Apache Pass), regia di William Witney (1967)
- A Time for Dying, regia di Budd Boetticher (1969)

### Televisione
- General Electric Theater – serie TV, episodio 6x18 (1958)
- Whispering Smith – serie TV (1961)

## Doppiatori italiani
- Pino Locchi in: Codice d'onore, Bill il sanguinario, Sierra, L'ultimo fuorilegge, Duello al Rio d'argento, Il dominatore del Texas, Il tenente dinamite, I senza legge, La mano vendicatrice, All'inferno e ritorno, La terra degli Apaches, Joe Butterfly, Passaggio di notte, Il sentiero della rapina, La pallottola senza nome, Il selvaggio e l'innocente, Duello tra le rocce, Sette strade al tramonto,  La squadra infernale, Battaglia sulla spiaggia insanguinata, Apache in agguato, Il collare di ferro, Pistola veloce, Una pallottola per un fuorilegge, I pistoleri maledetti, Pistole roventi, Ringo il texano
- Massimo Turci in: Il forte delle amazzoni,  Un americano tranquillo, Agguato nei Caraibi, Fermati, cow boy!, Tamburi ad ovest
- Giuseppe Rinaldi in: Al di là del fiume, La storia di Tom Destry
- Riccardo Cucciolla in: La prova del fuoco
- Cesare Barbetti in: Gli inesorabili
- Gianfranco Bellini in: 40 fucili al Passo Apache
- Emilio Cappuccio in: Sfida nella valle dei Comanche (ridoppiaggio)